# Dendronucleata petruschewskii
Dendronucleata petruschewskii är en hakmaskart som beskrevs av Sokolovskaia 1962. Dendronucleata petruschewskii ingår i släktet Dendronucleata och familjen Dendronucleatidae. Inga underarter finns listade i Catalogue of Life.